# Рудницкий, Сергей Анатольевич
Серге́й Анато́льевич Рудни́цкий (19 апреля 1955, Павловская Слобода, Московская область — 15 июля 2024, Москва) — советский и российский композитор, аранжировщик, музыкальный руководитель театра «Ленком», руководитель и клавишник ленкомовского ансамбля «Аракс»
, автор музыки ко многим спектаклям и фильмам. Народный артист Российской Федерации (2012).

## Биография
Родился 19 апреля 1955 года в селе Павловская Слобода Московской области.
Первые годы жизни провёл в Красноярске, жил там до трёх лет. До семилетнего возраста жил у бабушки в деревне. Получил высшее музыкальное образование — окончил Московский государственный институт культуры. В 1975 году Сергей Анатольевич начал сотрудничество с Театром имени Ленинского комсомола (впоследствии — «Ленком») как участник рок-группы «Аракс»; играл на клавишных инструментах.
С 1974 года начал работать как продюсер и аранжировщик музыки многих известных музыкальных групп. Создавал аранжировки ко многим кинофильмам, таким как «31 июня», «Узнай меня», «Берегите женщин», «Звезда и смерть Хоакина Мурьеты», «Убить дракона», и другим.
В 1979 году вместе с Геннадием Гладковым написал музыку к спектаклю «Жестокие игры» А. Арбузова театра «Ленком».
В 1988 году Сергей Анатольевич — автор адаптации музыки М. Глуза, которая была написана к спектаклю «Поминальная молитва».
В начале 1990-х годов Сергей Рудницкий организовал запись альбома группы «Аракс» с программой песен 1980-х годов.
Сергей Рудницкий выстроил и аранжировал музыкальное оформление к спектаклю театра «Ленком» «Безумный день, или Женитьба Фигаро». Первой самостоятельной работой Сергея Анатольевича как театрального композитора было написание музыки к «Чайке» А. П. Чехова.
Сергей Рудницкий — автор и аранжировщик музыки к спектаклям «Варвар и еретик», «Две женщины», «Мистификация», «Шут Балакирев», «Ва-банк», композитор церемоний «Кинотавр» (1995), «Тэфи-97», аранжировщик музыки к фильму Александра Абдулова «Бременские музыканты & Co» (2000), композитор фильма Игоря Шавлака «Парижский антиквар» (2001), был музыкальным руководителем фильма Сергея Урсуляка «Неудача Пуаро» (2002).
Играл на клавишных в «Араксе» театра «Ленком», а также иногда участвовал в концертах «классического» «Аракса».
В 2012 году ему было присвоено звание народного артиста РФ.
Скончался 15 июля 2024 года в Москве на 70-м году жизни. Отпевание в Спасо-Андрониковом монастыре прошло 19 июля. Похоронен на Троекуровском кладбище (участок 21).
Был женат, в браке родилось трое детей.

## Творчество

### Вокал
- 2000 — Бременские музыканты & Co

### Музыка
- 2001 — Парижский антиквар
- 2002 — Шут Балакирев
- 2004 — Узкий мост
- 2004 — Диверсант
- 2004 — Ва-Банк
- 2005 — Сыщики-4
- 2005 — Мистификация
- 2005 — Варвар и еретик
- 2005 — Безумный день, или Женитьба Фигаро
- 2006 — Сыщики-5
- 2000 — Бременские музыканты & Co (совместно с Г. Гладковым)

### Запись саундтреков к фильмам
- 1978 — фильм «31 июня» — руководитель группы «Аракс»
- 1979 — фильм «Узнай меня» — руководитель группы «Аракс»

### Роли в кино
- 1993 — Поминальная молитва — музыкант